# Francisco de Paula Assis Vasconcelos
Francisco de Paula Assis Vasconcelos (,  – , ) foi um político brasileiro.
Delegado de polícia durante o governo de Hermes da Fonseca (1910-1914), foi nomeado logo após a Revolução de 1930 interventor federal no Acre pelo presidente Getúlio Vargas, de 8 de dezembro de 1930 a 20 de setembro de 1934.